# Confraria de pescadors
Una confraria de pescadors, també coneguda com a pòsit de pescadors o pòsit marítim, és una entitat de dret públic que agrupa les persones dedicades a la pesca marítima d'un determinat àmbit territorial i representa el sector pesquer davant l'administració. Les confraries de pescadors són corporacions sense ànim de lucre i en nom i a benefici dels seus confrares, comercialitzen les captures de peix mitjançant subhastes públiques a la baixa.